# Кимпесе
Кимпесе (фр. Kimpese) — город в провинции Центральное Конго Демократической Республики Конго.
Кимпесе расположен на железнодорожной линии Матади—Киншаса на высоте 301 м над уровнем моря. К северу и югу от города протекают притоки реки Конго. В 2010 году население города по оценкам составляло 53 660 человек.
В городе есть больница, медицинский учебный центр, средняя школа, технический институт и сельскохозяйственный колледж. Больница на 400 мест обслуживает 150 000 местного населения и 600 000 из близлежащих районов. В городе также расположен офис УВКБ, который оказывает помощь около 60 000 ангольским беженцам в провинции. Хотя ДР Конго в основном католическая страна, большинство жителей Кимпесе — протестанты.